# Sensor
 Denne artikel bør gennemlæses af en person med fagkendskab for at sikre den faglige korrekthed.

En sensor eller føler er en enhed, som reagerer på en fysisk påvirkning (se liste) og som reaktion giver et signal.
De fleste sensorer i dag giver et elektrisk signal fra sig. En sensor er en delmængde af transducerne.
Eksempler på sensortyper:
- lyssensorer
- lydsensorer
- temperatursensorer
- elektricitetsensorer
- mekaniske sensorer
- o.m.a.

De menneskelige sensorer er sanserne.